# Piranometar
Piranometar (grč. πῦρ: vatra, žar) je mjerni instrument za mjerenje količine ukupnog Sunčeva ozračenja, izravnog ili raspršenoga, koje dolazi na jedinicu vodoravne površine u spektralnom opsegu od 0,3 do 3,0 μm. Kao osjetnici piranometra koriste se fotoelektrični, piroelektrični ili bimetalni elementi. Analogni instrument za mjerenje samo dugovalnoga Sunčeva zračenja naziva se pirgeometar, a za mjerenje izravnoga zračenja (uglavnom samo kratkovalnoga zračenja, uz isključenje difuznoga) pirheliometar. Zapisni piranometar naziva se piranograf, a instrument za stalni (kontinuirani) zapis izravnoga zračenja pirheliograf. Prijašnji nazivi za pirheliometar, odnosno piranometar bili su aktinometar, odnosno solarimetar.

## Objašnjenje
Piranometar je uređaj koji mjeri ukupno Sunčevo zračenje (sa svim valnim duljinama), koje pada na neku vodoravnu plohu. Mjerenje Sunčevog zračenja obuhvaća kratkovalno zračenje koje prolazi kroz atmosferu, kao izravno ili raspršeno Sunčevo zračenje, te dugovalno zračenje Zemlje i atmosfere. Za praktično korištenje energije Sunčevog zračenje važna su mjerenja ukupnog, raspršenog i izravnog ozračenja vodoravne plohe.
Na idealno odabranoj lokaciji instrument ne bi trebao registrirati zračenje odbijeno od tla i okolnih predmeta, niti imati prepreke više od 5° u području gdje Sunce izlazi i zalazi. Ukupne prepreke ne bi smjele smanjiti vidno polje instrumenta više od 0,5 steradijana. Piranometri mogu imati termoelektrične, fotoelektrične, piroelektrične ili bimetalne elemente kao senzore. Kako su trajno izloženi atmosferskim utjecajima moraju biti čvrste izvedbe i otporni na korozivne utjecaje vode i vlažnog zraka. Prijemnik zračenja mora biti hermetički zatvoren ili imati sustav za odvodnju kondenzirane vlage u kućištu. Vlaga se obično uklanja pomoću silika gela kojeg je potrebno redovito mijenjati. Silika gel je vrlo higroskopan materijal kojem se obično dodaje vrlo mala količina kobaltnog klorida (0,5 - 1%) koji promijeni boju iz plave u ružičasto kada upije vlagu. Boja silika gela se može vidjeti kroz prozirni plastični spremnik na instrumentu i kada prijeđe u ružičasto silika gel treba zamijeniti. Ružičasti silika gel moguće je reaktivirati sušenjem u pećnici na 130 °C kroz nekoliko sati. Međutim, u posljednje vrijeme sumnja se da je kobalt kancerogen, pa se preporučuje zamjena plavog silika gela s kobaltom alternativnim, na primjer žutim ili narančastim.
U upotrebi su najčešće termoelektrični piranometri koji koriste toplinske detektore koji proizvode električni napon na principu termoelektričnog učinka u funkciji upadnog Sunčevog zračenja. Toplinski detektor smješten je ispod dvostruke staklene kupole koja ga štiti od prodora vlage i smanjuje dugovalno zračenje iz samog instrumenta, toplinski izolira detektor i sprječava njegovo hlađenje. Svjetska meteorološka organizacija i Međunarodna organizacija za standarde (ISO 9060:1990) i definira tri klase piranometra. Najbolja klasa (sekundarni standard) se koristi za precizna meteorološka mjerenja, instrumenti prve klase za redovna meteorološka mjerenja, a druge klase za pogonska mjerenja i praćenje fotonaponskih i toplinskih sunčanih sustava.
Poluvodički silicijski piranometri, ne zadovoljavaju zahtjeve Svjetske meteorološke organizacije u pogledu spektralne osjetljivosti, no dimenzijama su znatno manji, imaju odziv reda milisekunde i za red veličine su jeftiniji. Silicij je osjetljiv samo u ograničenom dijelu spektra između 0,4 i 1 μm. Kako je spektar Sunčevog zračenja na površini Zemlje funkcija visine Sunca i atmosferskih uvjeta, poluvodički i piranometri s termočlankom ne moraju dati jednak rezultat za jednake vrijednosti zračenja. Silicijski piranometri su baždareni za mjerenje nezaklonjenog Sunčevog zračenja pa se ne mogu koristiti pod raslinjem, za mjerenje umjetne rasvjete, u staklenicima ili za mjerenje odbijenog zračenja.

### Konstrukcija
Spektar Sunčevog zračenja je približno u području od 300 do 2 800 nm. Glavni dijelovi piranometra su:
- termo elemenat, a to je elektronički uređaj koji pretvara toplinsko zračenje u električnu energiju, i obično je presvučen s crnim premazom. Uglavnom ima više termo elemenata, koji su spojeni u seriju. Termo elemenat upija Sunčevo zračenje u području od 300 do 50 000 nm, i vrlo dobro upija i raspršenu svjetlost.
- staklena kupola, koja ograničava upijanje Sunčevog zračenja u području od 300 do 2 800 nm. Ona omogućava da se prikupe podaci u cijelom području od 180°.

### Piranometri i solarimetri
Za mjerenje kratkovalnih komponenata Sunčeva zračenja služe takozvani piranometri. Prema namjeni kojoj služe, pojedine vrste piranometara imaju posebne nazive. Za ukupno (globalno) zračenje na vodoravnu površinu (direktno i difuzno zračenje) služe solarimetri, za difuzno zračenje difuzometri, a za odbijeno ukupno (globalno) zračenje od Zemljine površine solarimetri - albedometri. Najpoznatiji je i najčešće se upotrebljava solarimetar Moll-Gorczynskoga, koji za mjerno osjetilo (senzor) ima Mollovu termobateriju, pokrivenu dvjema staklenim kupolama radi zaštite od vjetra i kiše. Oko prijamnog dijela nalazi se poveća, bijelo lakirana, limena ploča da štiti ostale dijelove instrumenata od direktnog Sunčeva zračenja. Solarimetar može biti električki povezan s pisalom, odnosno integratorom (solarigraf). Integratorom se dobivaju satne ili dnevne količine zračenja (elektronsko integriranje impulsa solarimetra). Pomoću višekanalnih registarskih pisala vezanih na više solarimetara, moguće je registrirati više komponenata Sunčeva zračenja. Da bi se moglo mjeriti difuzno zračenje, postavlja se oko senzora solarimetra pomični metalni prsten koji, ispravno namješten, štiti senzor od direktnih Sunčevih zraka. Solarimetre valja umjeriti (baždariti) normalnim instrumentom. 

### Robitschev bimetalni piranometar
Robitschev bimetalni piranometar (aktinograf) ima kao mjerno osjetilo 3 međusobno vezane bimetalne pločice, od kojih je jedna crna, a dvije bijele. Pod djelovanjem Sunčevih zraka raznobojne se pločice nejednako zagriju i različito deformiraju. Deformacija je sustava bimetalnih pločica sukladna (proporcionalna) Sunčevu zračenju, a registrira se pomoću sustava poluga i pisaljke na papirnoj traci. Instrument nije, međutim, dovoljno točan i pogodan je jedino za mjerenje dnevnih suma ukupnog (globalnog) zračenja.